# Clément Turpin
Clément Turpin (Oullins, França, 16 de maig de 1982) és un àrbitre de futbol francès que pertany a la UEFA, adscrit al comitè francès. Arbitra partits en la Ligue 1 francesa.
Turpin va entrar al comitè francès de la FIFA el 2010. Ha arbitrat partits de la Lliga Europa de la UEFA, de la Lliga de Campions de la UEFA, de la Classificació de la Copa del Món 2014, de l'Eurocopa 2016, de la Classificació de la Copa del Món 2018 i de la Copa del Món de 2018.